# Gordonia (plante)
Pour les articles homonymes, voir Gordonia.
Genre
Synonymes
- Lasianthus Adanson[2]

Gordonia est un genre de plantes à fleurs de la famille des Theaceae.

## Espèces
Le genre compte environ 40 espèces, dont:
- Gordonia anomala
- Gordonia balansae
- Gordonia ceylanica
- Gordonia curtyana
- Gordonia fruticosa
- Gordonia hirta
- Gordonia hirtella
- Gordonia javanica
- Gordonia lasianthus
- Gordonia maingayi
- Gordonia multinervis
- Gordonia penangensis
- Gordonia scortechinii
- Gordonia shimidae
- Gordonia sinensis
- Gordonia singaporeana
- Gordonia speciosa
- Gordonia tagawae
- Gordonia taipingensis
- Gordonia villosa
- Gordonia wallichii
- Gordonia yunnanensis

Les espèces de Gordonia de l'Asie de l'Est sont transférées à Polyspora, dont :
- Polyspora acuminata
- Polyspora axillaris
- Polyspora chrysandra
- Polyspora hainanensis
- Polyspora kwangsiensis
- Polyspora longicarpa
- Polyspora tiantangensis
- Polyspora tonkinensis

## Culture et utilisation
Plusieurs espèces de Gordonia sont cultivées comme plantes d’ornement, pour les fleurs qu’elles produisent en hiver alors que peu d’arbres fleurissent à cette période. Cependant, elles sont plus difficiles à cultiver que les espèces du genre Camellia, qui donne des arbustes semblables mais plus petits.

## Liste d'espèces
Selon BioLib (1 août 2018) :
- Gordonia axillaris (Roxb.) Dietr.
- Gordonia emanuelii Kovar-Eder †
- Gordonia hradekensis (Kvaček & Bůžek) Bozukov & Palamarev †
- Gordonia lasianthus (L.) Ellis
- Gordonia pannonica Kovar-Eder †
- Gordonia styriaca Kovar-Eder †

Selon Catalogue of Life (1 août 2018) :
- Gordonia alpestris (Krug & Urban) H. Keng
- Gordonia angustifolia (Britt. & Wils.) H. Keng
- Gordonia barbinervis (Moric.) Walp.
- Gordonia benitoensis (Britt. & Wils.) H. Keng
- Gordonia brenesii (Standl.) Q. Jiménez
- Gordonia coriacea (L. O. Williams) comb. ined.
- Gordonia cristalensis (Borhidi & O.Muñiz) Greuter & R.Rankin
- Gordonia curtyana (A. Rich.) H. Keng
- Gordonia cymatoneura (Urb.) comb. ined.
- Gordonia ekmanii (Schmidt) H. Keng
- Gordonia fruticosa (Schrader) H. Keng
- Gordonia glabrata (G.R. Proctor) comb. ined.
- Gordonia haematoxylon Sw.
- Gordonia lasianthus L. ex Ellis
- Gordonia macrobracteata (Rugayah & Sunarti) comb. ined.
- Gordonia moaensis (Marie-Vict.) H. Keng
- Gordonia obtusa Wall.
- Gordonia ovalis (Korth.) Walp.
- Gordonia penangensis Ridl.
- Gordonia portoricensis (Krug & Urban) H. Keng
- Gordonia reticularis (Alain) comb. ined.
- Gordonia robusta (Kobuski) H. Keng
- Gordonia samuelssonii (O.C. Schmidt) H. Keng
- Gordonia singaporiana (Dyer) Wall.
- Gordonia spathulata (Kobuski) H. Keng
- Gordonia tiantangensis L.L. Deng & G.S. Fan
- Gordonia tonkinensis Pit.
- Gordonia urbanii (O.C. Schmidt) H. Keng
- Gordonia villosa Macfad.
- Gordonia wawoniensis (Rugayah & Sunarti) comb. ined.
- Gordonia wrightii (Griseb.) H. Keng

Selon GRIN (1 août 2018) et ITIS (1 août 2018) :
- Gordonia lasianthus (L.) J. Ellis

Selon The Plant List (1 août 2018) :
- Gordonia acutifolia (Wawra) H.Keng
- Gordonia alpestris (Krug & Urb.) H.Keng
- Gordonia amboinensis (Miq.) Merr.
- Gordonia angustifolia (Britton & P.Wilson) H.Keng
- Gordonia axillaris (Roxb. ex Ker Gawl.) Endl.
- Gordonia balansae Pit.
- Gordonia barbinervis (Moric.) Walp.
- Gordonia benitoensis (Britton & P.Wilson) H.Keng
- Gordonia bidoupensis Gagnep.
- Gordonia borneensis H.Keng
- Gordonia brandegeei H.Keng
- Gordonia concentricicatrix Burkill
- Gordonia curtyana (A.Rich.) H.Keng
- Gordonia dalglieshiana Craib
- Gordonia dassanayakei Wadhwa & Weeras.
- Gordonia dipterosperma Kurz
- Gordonia ekmanii (Schmidt) H.Keng
- Gordonia elliptica Gardner
- Gordonia excelsa (Blume) Blume
- Gordonia fruticosa (Schrad.) H.Keng
- Gordonia gigantiflora Gagnep.
- Gordonia grandiflora Merr.
- Gordonia haematoxylon Sw.
- Gordonia havilandii Burkill
- Gordonia hirtella Ridl.
- Gordonia humboldtii H.Keng
- Gordonia imbricata King
- Gordonia integerrima (Miq.) Teijsm. & Binn. ex B.D.Jacks.
- Gordonia intricata Gagnep.
- Gordonia lanceifolia Burkill
- Gordonia lasianthus (L.) Ellis
- Gordonia luzonica S.Vidal
- Gordonia maingayi Dyer
- Gordonia marginata (Korth.) Endl. ex Walp.
- Gordonia moaensis (Vict.) H.Keng
- Gordonia multinervis King
- Gordonia oblongifolia (Miq.) Steenis
- Gordonia obovata (Wawra) H.Keng
- Gordonia obtusa Wall. ex Wight
- Gordonia ovalis (Korth.) Walp.
- Gordonia penangensis Ridl.
- Gordonia polisana Burkill
- Gordonia portoricensis (Krug & Urb.) H.Keng
- Gordonia pubescens Cav.
- Gordonia robusta (Kobuski) H.Keng
- Gordonia sablayana Melch.
- Gordonia samuelssonii (O.C.Schmidt) H.Keng
- Gordonia sarawakensis H.Keng
- Gordonia scortechinii King
- Gordonia singaporeana (Dyer) Wall. ex Ridl.
- Gordonia spathulata (Kobuski) H.Keng
- Gordonia speciosa (Gardner) Choisy
- Gordonia spectabilis Hunter ex Ridl.
- Gordonia taipingensis Burkill
- Gordonia tiantangensis L.L.Deng & G.S.Fan
- Gordonia tomentosa (Mart. & Zucc.) Spreng.
- Gordonia urbanii (O.C.Schmidt) H.Keng
- Gordonia villosa Macfad.
- Gordonia vulcanica (Korth.) H.Keng
- Gordonia wrightii (Griseb.) H.Keng
- Gordonia yunnanensis (Hu) H.L.Li
- Gordonia zeylanica Wight

Selon Tropicos (1 août 2018) (Attention liste brute contenant possiblement des synonymes) :
- Gordonia acuminata Choisy
- Gordonia acutifolia (Wawra) H. Keng
- Gordonia alpestris (Krug & Urb.) H. Keng
- Gordonia altamaha (Marshall) Sarg.
- Gordonia amboinensis (Miq.) Merr.
- Gordonia angustifolia (Britton & P. Wilson) H. Keng
- Gordonia anomala Spreng.
- Gordonia axillaris (Roxb. ex Ker Gawl.) D. Dietr.
- Gordonia balansae Pit.
- Gordonia barbinervis (Moric.) Walp.
- Gordonia benguetica Burkill
- Gordonia benitoensis (Britton & P. Wilson) H. Keng
- Gordonia bidoupensis Gagnep.
- Gordonia borneensis H. Keng
- Gordonia brandegeei H. Keng
- Gordonia brassii Kobuski
- Gordonia brenesii (Standl.) Q. Jiménez
- Gordonia chilaunea Buch.-Ham.
- Gordonia chilaunia Buch.-Ham. ex D. Don
- Gordonia chrysandra Cowan
- Gordonia concentricicatrix Burkill
- Gordonia curtyana (A. Rich.) H. Keng
- Gordonia dalglieshiana Craib
- Gordonia dassanayakei Wadhwa & Weeras.
- Gordonia decandra Roxb.
- Gordonia densifolia Ridl.
- Gordonia dipterosperma Kurz
- Gordonia ekmanii (O.C. Schmidt) H. Keng
- Gordonia elliptica Gardner
- Gordonia excelsa Blume
- Gordonia fragrans Merr.
- Gordonia franklinii L'Hér.
- Gordonia fruticosa (Schrad.) H. Keng
- Gordonia gigantiflora Gagnep.
- Gordonia grandiflora Merr.
- Gordonia grandis André
- Gordonia haematoxylon Sw.
- Gordonia hainanensis H.T. Chang
- Gordonia havilandii Burkill
- Gordonia hirta Hand.-Mazz.
- Gordonia hirtella Ridl.
- Gordonia humboldtii H. Keng
- Gordonia imbricata King
- Gordonia integerrima Teijsm. & Binn. ex B.D. Jacks.
- Gordonia integrifolia Roxb.
- Gordonia intricata Gagnep.
- Gordonia javanica Rollisson ex Hook.
- Gordonia kwangsiensis H.T. Chang
- Gordonia lanceifolia Burkill
- Gordonia lasianthus (L.) J. Ellis
- Gordonia lessertii Szyszył.
- Gordonia longicarpa H.T. Chang
- Gordonia luzonica Vidal
- Gordonia maingayi Dyer
- Gordonia marginata Endl. ex Walp.
- Gordonia moaensis (Vict.) H. Keng
- Gordonia multinervis King
- Gordonia oblongifolia Steenis
- Gordonia obovata (Wawra) H. Keng
- Gordonia obtusa Wall. ex Wight
- Gordonia ovalis (Korth.) Walp.
- Gordonia papuana Kobuski
- Gordonia parviflora Hemsl.
- Gordonia parvifolia Wight
- Gordonia penangensis Ridl.
- Gordonia planchonii H. Keng
- Gordonia polisana Burkill
- Gordonia portoricensis (Krug & Urb.) H. Keng
- Gordonia pubescens L'Hér.
- Gordonia pyramidalis Salisb.
- Gordonia quinoderma ined.
- Gordonia robusta (Kobuski) H. Keng
- Gordonia rumphii Merr.
- Gordonia sablayana Melch.
- Gordonia samuelssonii (O.C. Schmidt) H. Keng
- Gordonia sarawakensis H. Keng
- Gordonia scortechinii King
- Gordonia shimadae Ohwi
- Gordonia sinensis Hemsl. & E.H. Wilson
- Gordonia singaporeana (Dyer) Wall. ex Ridl.
- Gordonia spathulata (Kobuski) H. Keng
- Gordonia speciosa Choisy
- Gordonia spectabilis Hunter ex Ridl.
- Gordonia subclavata Burkill
- Gordonia szechuanensis H.T. Chang
- Gordonia tagawae Ohwi
- Gordonia taipingensis Burkill
- Gordonia tiantangensis L.L. Deng & G.S. Fan
- Gordonia tomentosa (Mart.) Spreng.
- Gordonia tonkinensis Pit.
- Gordonia urbanii (O.C. Schmidt) H. Keng
- Gordonia villosa Macfad.
- Gordonia vulcanica H. Keng
- Gordonia wallichii DC.
- Gordonia welborni Elmer
- Gordonia wrightii (Griseb.) H. Keng
- Gordonia yunnanensis (H.H. Hu) H.L. Li
- Gordonia zeylanica Wight